# Gamle Frogner Stadion
Gamle Frogner Stadion – nieistniejący już wielofunkcyjny stadion w Oslo (wówczas Kristiania), stolicy Norwegii. Obiekt istniał w latach 1901–1913. Był areną wielu wydarzeń sportowych. W 1914 roku tuż obok miejsca, w którym mieścił się dawny obiekt otwarto nowy Frogner Stadion. Obecnie w miejscu starego stadionu znajdują się korty tenisowe.
W 1899 roku klub łyżwiarski Oslo Skøiteklub otrzymał pozwolenie na budowę stadionu łyżwiarskiego. Obiekt został zainaugurowany 6 stycznia 1901 roku. Na stadionie rozegrano Mistrzostwa Norwegii w łyżwiarstwie szybkim w latach 1901, 1905, 1908 oraz 1911, Mistrzostwa Europy w łyżwiarstwie szybkim w roku 1903, a także Mistrzostwa Świata w łyżwiarstwie szybkim w latach 1904, 1909 i 1912.
Poza imprezami łyżwiarskimi obiekt gościł także inne wydarzenia sportowe. Stadion był areną meczów finałowych piłkarskiego Pucharu Norwegii w latach 1902 (pierwsza edycja tych rozgrywek), 1903, 1905, 1906, 1908, 1909, 1910, 1911 i 1912. Ponadto na obiekcie trzy spotkania towarzyskie rozegrała piłkarska reprezentacja Norwegii: 11 września 1910 roku ze Szwecją (0:4) – był to drugi mecz reprezentacji Norwegii w historii i pierwszy grany na własnym terenie, 16 czerwca 1912 roku ponownie ze Szwecją (1:2) i 23 czerwca 1912 roku z Węgrami (0:6). Stadion kilkakrotnie gościł również lekkoatletyczne Mistrzostwa Norwegii.
W 1913 roku stadion został zlikwidowany, jednak już 10 stycznia 1914 roku tuż obok miejsca, w którym znajdował się dawny obiekt otwarto nowy Frogner Stadion. Obecnie w miejscu starego stadionu mieszczą się korty tenisowe.